# Westgate, Canterbury

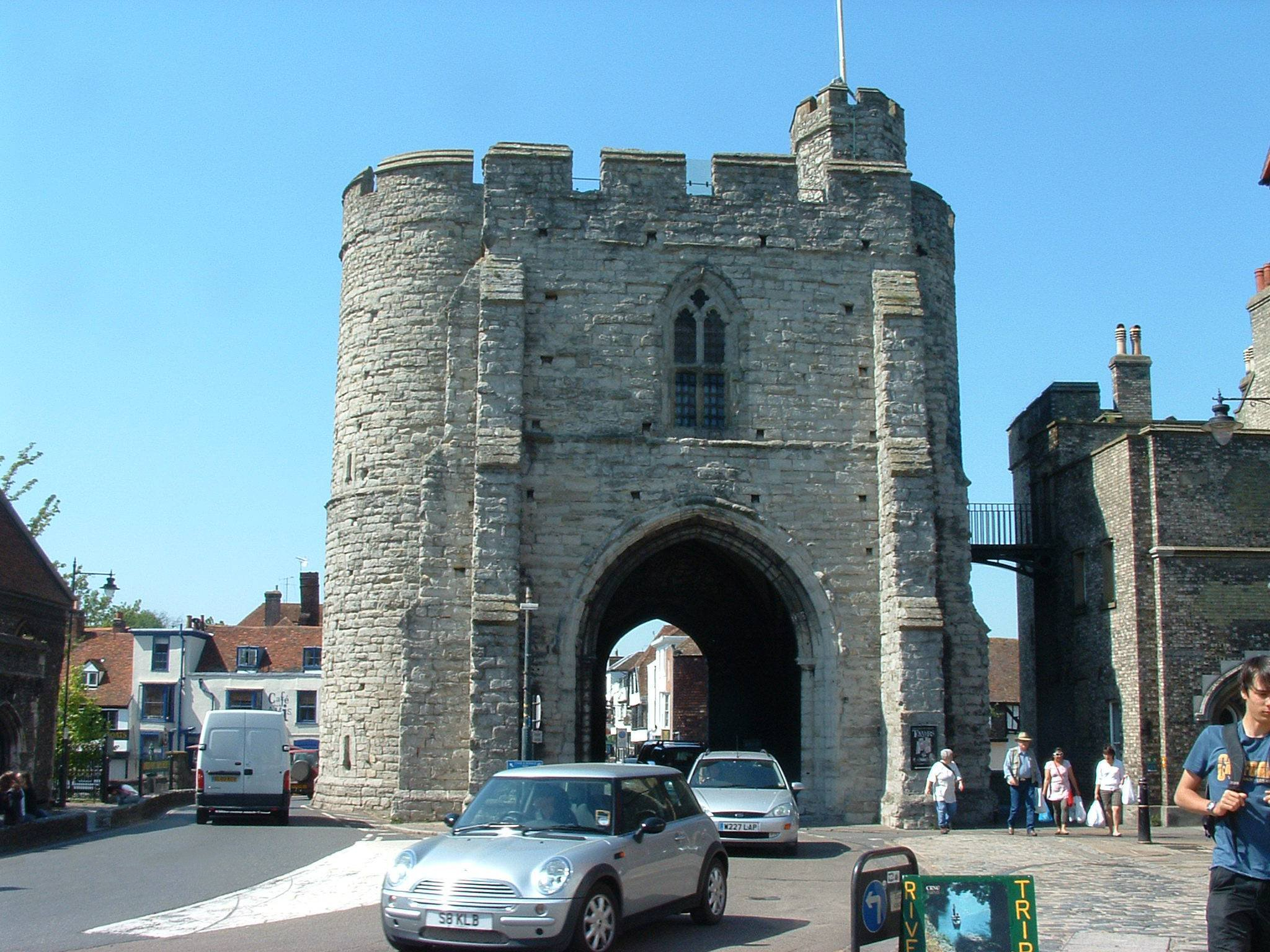
Westgate, Canterbury

Westgate är en medeltida stadsport i Canterbury, Kent, England. Den är berömd eftersom det är den största kvarstående stadsporten i England.

## Museet
Museet grundades 1906 och visar för närvarande vapensamlingar.